# 김종민 (1993년)
김종민(한국 한자: 金種珉, 1993년 10월 3일~)은 대한민국의 축구 선수이다. 현재 포지션은 미드필더이다.